# Онищенко, Александр Емельянович
Александр Емельянович Онищенко — советский хозяйственный, государственный и политический деятель.

## Биография
Родился в 1930 году на Алтае. Член КПСС.
Окончил Магнитогорский индустриальный техникум, Магнитогорский горно-металлургический институт.
В 1949—1964 — помощник газовика доменного цеха, агломератчик, мастер аглофабрики, инженер-технолог аглоцеха Магнитогорского металлургического комбината.
В 1964—1978 — начальник фабрики окомкования, главный инженер Соколовско-Сарбайского ГОК.
С 4 ноября 1978 по 13 апреля 1992 года директор Соколовско-Сарбайского ГОКа.
Депутат Верховного Совета Казахской ССР 10-го и 11-го созывов. Делегат XXVI и XXVII съездов КПСС.
За создание и внедрение гаммы обжиговых машин для производства в широких промышленных масштабах окатышей из тонкоизмельчённых железорудных концентратов в составе коллектива был удостоен Государственной премии СССР в области науки и техники 1981 года.
Жил в Казахстане.

## Награды
- Орден Ленина (02.03.1981)
- Орден Октябрьской Революции (10.03.1976)
- Орден Трудового Красного Знамени (29.04.1986)